# Susan DeMattei
Susan Marie DeMattei (San Francisco, 15 oktober 1962) is een voormalig mountainbikester uit de Verenigde Staten. Ze vertegenwoordigde haar vaderland bij de Olympische Spelen van 1996 in Atlanta. Daar eindigde ze op de derde plaats in de eindrangschikking, goed voor de bronzen medaille. 

## Erelijst

### Mountainbike
1989
- Wereldkampioenschappen

1991
- 1e in WB-wedstrijd Berlijn
- 5e WB-eindklassement

1992
- 3e in WB-wedstrijd Hunter Mountain
- 2e in WB-wedstrijd Mammoth Lakes

1993
- 2e in WB-wedstrijd Mammoth Lakes
- 3e in WB-wedstrijd Vail
- 2e in WB-wedstrijd Plymouth

1994
- 1e in WB-wedstrijd Cairns
- Wereldkampioenschappen
- 3e in WB-wedstrijd Madrid
- 2e in WB-wedstrijd Plymouth

1996
- Olympische Spelen